# حاسي أهل أحمد بشنة (موريتانيا)
حاسي أهل أحمد بشنة بلدية تابعة لمقاطعة كوبني في ولاية الحوض الغربي في موريتانيا،تنتمي لهذه البلدية عدة قري منها: القطب و شارهو حمدهو السط. وتبعد عن عاصمة المقاطعة 48كلم شمالا إلى الغرب قليلا.
و تعود تسمية البلدية لبئر قديمة مملوكة لعائلة تسمي «أهل أحمد بشنة» كان القاطنون يتوافدون إليها بحثا عن المياه، يعتمد سكان بلدية حاسي أهل أحمد بشنة علي التنمية الحيوانية كاقتصاد رئيسي للبلدة.